# Irak'li Dzaria
Irak'li Dzaria (in georgiano ირაკლი ძარია?; Poti, 1º dicembre 1988) è un ex calciatore georgiano, di ruolo centrocampista.

## Carriera

### Club
Il 1º gennaio 2018 viene acquistato a titolo definitivo dalla squadra albanese del Kukësi.

### Nazionale
Ha giocato nella nazionale georgiana.

## Palmarès

### Club

#### Competizioni nazionali
- Coppa d'Albania: 1

Kukësi: 2018-2019